# Isla Matagorda
La isla Matagorda es una isla barrera estadounidense de 61 km de largo localizada en la costa del golfo de México, a unos siete kilómetros al sur de Port O'Connor, en el extremo sur del condado de Calhoun. La isla está orientado en general de noreste a suroeste, con el golfo de México en el este y al sur, y la bahía del Espíritu Santo en el oeste y norte. Está separada de la isla San José, al sur de Cedar Bayou, y está separada de la península de Matagorda, al norte por el Paso del Cavallo. No tiene residentes permanentes y es accesible solo por barco privado y ferry de pasajeros. Tiene una superficie de 157,25 km ².
El Parque Estatal Isla Matagorda (Matagorda Island State Park) ocupa 7.325 hectáreas (29,64 km²) y se encuentra en el extremo nororiental de la isla. El resto de la isla se dedica a refugios de vida silvestre administrados por el Departamento de Parques y Vida Silvestre de Texas y el de Pesca y Vida Silvestre de Estados Unidos. La tierra que ahora es del parque de la isla Matagorda fue adquirida en 1940 por varias familias para su uso como un centro de formación temporal durante la época la Segunda Guerra Mundial.